# Ferozepur Jhirka
Ferozepur Jhirka è una città dell'India di 17.751 abitanti, situata nel distretto di Gurgaon, nello stato federato dell'Haryana. In base al numero di abitanti la città rientra nella classe IV (da 10.000 a 19.999 persone).

## Geografia fisica
La città è situata a 27° 48' 0 N e 76° 57' 0 E e ha un'altitudine di 204 m s.l.m..

## Società

### Evoluzione demografica
Al censimento del 2001 la popolazione di Ferozepur Jhirka assommava a 17.751 persone, delle quali 9.307 maschi e 8.444 femmine. I bambini di età inferiore o uguale ai sei anni assommavano a 3.448, dei quali 1.808 maschi e 1.640 femmine. Infine, coloro che erano in grado di saper almeno leggere e scrivere erano 9.090, dei quali 5.707 maschi e 3.383 femmine.